# 데브라 패짓
데브라 패짓(Debra Paget, 1933년 8월 19일 ~ )은 미국의 배우이다.

## 출연 작품
- 유령 출몰지 (1963)
- 테러 이야기 (1962)
- 클레오파트라 (1960)
- 인도의 무덤 (1959)
- 지구에서 달까지 (1958)
- 벵갈의 호랑이 (1958)
- 오마르 하이얌 (1957)
- 러브 미 텐더 (1956)
- 최후의 총격 (1956)
- 십계 (1956)
- 클라이막스! (1954)
- 프린스 밸리언트 (1954)
- 드미트리우스와 검투사들 (1954)
- 레 미제라블 (1952)
- 스타 앤 스트립 포에버 (1952)
- 앤 오브 더 인디즈 (1951)
- 14시간 (1951)
- 부러진 화살 (1950)
- 잇 해펀스 에브리 스프링 (1949)
- 이방인의 집 (1949)